# Yatou
Yatou est un village de la commune de Mouanko, dans le département de la Sanaga-Maritime et la région du Littoral au Cameroun. On y accède par la rive gauche de la Sanaga.

## Population
En 1967, Yatou comptait 124 habitants, principalement Bakoko ou de Yapoma.
Lors du recensement de 2005, 97 personnes ont été dénombrées dans le village.